# Ecoedición
Ecoedición es un término referido a la edición impresa de un libro, realizada con criterios de sostenibilidad. Se trata de la incorporación, a lo largo de todo el ciclo de vida de una publicación, de criterios que reduzcan el impacto ambiental en el entorno y propicien mejoras sociales y, como consecuencia, ofrezcan ventajas técnico-económicas.
Estos criterios son aplicables a todas las empresas que intervienen en la cadena de valor del libro y pueden estar referidos a aspectos como la implantación voluntaria y el mantenimiento de un sistema de gestión ambiental, como la ISO 14001 o el reglamento europeo EMAS, o al tipo y procedencia de algunas materias primas, como por ejemplo el papel.
La definición de estos criterios de sostenibilidad se basa principalmente en los resultados obtenidos a través de la aplicación de la metodología de Análisis de Ciclo de Vida a las publicaciones impresas. Por medio de esta técnica se localizan aquellas fases del ciclo de vida que acumulan más impactos, determinando qué materiales y/o procesos son responsables de aquellos, permitiendo considerar de manera fundamentada alternativas con las que conseguir productos más sostenibles.
Actualmente, la preocupación por el medio ambiente, acompañada de la demanda social, ha impulsado la puesta en marcha de varios proyectos, tanto nacionales como internacionales, que llevan a cabo este tipo de estudios e investigaciones, tratando de reducir el impacto de las publicaciones impresas.

## Historia
Los antecedentes de la ecoedición, referido este término a la gestión sostenible de las publicaciones, están asociados al origen del término sostenibilidad, a la reducción del impacto ambiental en los procesos productivos y a la Compra Pública Verde. El término «desarrollo sostenible» fue acuñado por primera vez por la Comisión Brundtland en 1987 para referirse a aquel desarrollo que no pone en peligro a las futuras generaciones (“Sustainable development is development that meets the needs of the present without compromising the ability of future generations to meet their own needs”). Posteriormente, en 1994 se promueve el concepto de “consumo sostenible”, aplicado a la necesidad de llevar a cabo un desarrollo responsable, pensando igualmente en las futuras generaciones. En el Simposio de Oslo de 1994 aparece la primera referencia a este concepto,  centrado en la producción de productos que minimicen el uso de recursos naturales y reduzcan su impacto en el medio ambiente (“...the use of goods and services that respond to basic needs and bring a better quality of life, while minimising the use of natural resources, toxic materials and emissions of waste and pollutants over the life cycle, so as not to jeopardise the needs of future generations”). 
Los términos “desarrollo sostenible” y “consumo sostenible” o “consumo responsable” adquieren más importancia en las cumbres internacionales que se celebran sobre la sostenibilidad del planeta: Mesa Redonda sobre Producción y Consumo Responsable en Oslo (1995), Cumbre Mundial sobre el Desarrollo Sostenible  (2002)....En 2003 la Comisión Europea publica su Política Integrada de Productos para favorecer productos más ecoeficientes; y en 2006 se crea el Grupo de Trabajo de Marrakech sobre Compra Sostenible, liderado por Suiza, promoviendo así nuevos puntos de vista desde los que trabajar para la minimización del impacto ambiental en la producción. 
Los orígenes de la ecoedición están asimismo íntimamente relacionados con la Compra Pública Verde por parte de las administraciones, porque supone la incorporación de criterios de sosteniblidad, tanto sociales como medioambientales, a los contratos públicos relacionados con la producción y edición de publicaciones. 